# Mosnestsalangaan
De mosnestsalangaan (Aerodramus salangana; synoniem: Collocalia salangana) is een vogel uit de familie Apodidae (gierzwaluwen).

## Verspreiding en leefgebied
Deze soort komt voor op Sumatra, Java en Borneo en telt vier ondersoorten:
- A. s. aerophilus: de eilanden nabij westelijk Sumatra.
- A. s. natunae: noordelijk Borneo, Natuna-eilanden en Sumatra.
- A. s. maratua: Maratua (nabij noordoostelijk Borneo).
- A. s. salangana: Java.

Bekend is de populatie in de grotten van het Nationaal Park Niah in Sarawak (Maleisië). Gierzwaluwen van dit geslacht maken gebruik van echolocatie bij het navigeren door donkere grotten.

## Beschrijving
De mosnestsalangaan is een middelgrote gierzwaluw, met een gevorkte staart. De bovenzijde van deze soort is donkerbruin. Gemiddeld is deze gierzwaluw 14 cm lang en weegt 13 gram en lijkt zeer sterk op de zwart-nestsalangaan. De mos-nestsalanganen maken nesten in dezelfde omgeving als de eetbaar-nestsalangaan en de zwartnestsalangaan. Het nest dat zij maken verschilt, het bestaat uit speeksel met een groot gedeelte aan mos en is daarom culinair waardeloos.

## Leefgebied
De mosnestsalangaan komt vooral voor in kustgebieden en daar waar kalksteengrotten zijn. Overdag foerageren ze boven tropische bossen waar ze jagen op vliegende mieren en termieten. De vogel is op Borneo de op twee na meest algemeen voorkomende soort uit het geslacht Aerodramus.